# Ghosts 'n Goblins: Gold Knights II
Ghosts 'n Goblins: Gold Knights II, conosciuto in Giappone come Makaimura Kishi Retsuden II (魔界村騎士列伝II?), è un videogiochi a piattaforme del 2010, settimo capitolo della serie Ghosts 'n Goblins, sviluppati e pubblicati dalla software house Giapponese Capcom per iPhone e iPod touch.
Il gioco è il secondo della serie ad avere un secondo personaggio giocabile, Perceval (パーシバル?, Pāshibaru), oltre ad Arthur, il protagonista della serie.
Il titolo, come il suo prequel, è stato rimosso dall'App Store il 10 maggio 2016.